# Omicron1 Orionis
Pour les articles homonymes, voir Omicron Orionis.
Désignations
Omicron1 Orionis (en abrégé ο1 Ori) est une étoile binaire de la constellation d'Orion, située à l'extrémité nord-est de la constellation. Il s'agit également d'une étoile variable de cinquième magnitude, ce qui la rend visible à l'œil nu. Le système présente une parallaxe annuelle de 5,81 mas mesurée par le satellite Gaia, ce qui indique qu'il est distant d'environ ∼ 560 a.l. (∼ 172 pc) de la Terre. À cette distance, sa magnitude visuelle est diminuée de 0,27 en raison de l'extinction créée par la poussière interstellaire. Il se rapproche du Système solaire à une vitesse radiale de −8 km/s.
Le système de Omicron1 Orionis ne possède pas encore d'orbite définie, mais ses deux composantes ont une période supérieure à 1 900 jours (5,2 ans). La composante primaire est une étoile géante rouge évoluée de type spectral M3S III. C'est une étoile de type S qui est située sur la branche asymptotique des géantes (AGB) du diagramme de Hertzsprung-Russell. Omicron1 Orionis est une variable semi-régulière de sous-type SRb, qui présente des périodes de pulsation de 30,8 et de 70,7 jours, chacune ayant une amplitude quasi identique de 0,05 magnitude. Sa variabilité a été annoncée par Joel Stebbins et Charles Morse Huffer en 1928, à partir d'observations faites à l'observatoire Washburn. L'étoile est estimée ne faire que 90 % la masse du Soleil, mais son rayon est autour de 214 fois plus grand que le rayon solaire. Elle est plus de 4 000 fois plus lumineuse que le Soleil et sa température de surface est de 3 465 K.